# Hrad kozelských Piastovců
Hrad kozelských Piastovců (polsky Zamek Piastów kozielskich nebo Zamek w Koźlu) je hrad v části Koźle města Kandřín-Kozlí v okrese Kandřín-Kozlí v Polsku. Nachází se také v mezoregionu Ratibořská kotlina v Opolském vojvodství a regionu Horní Slezsko.

## Historie a popis hradu
Hrad vznikl pravděpodobně současně se založením města Kazimírem I. Opolským v roce 1222. Existují také starší zprávy o hradišti, které asi bylo na jiném místě. Základ hradu byl postaven z cihel na kamenné podezdívce. Na počátku jej tvořila pozdně románská volně stojící obytná věž. Když se město v letech 1312–1335 stalo hlavním městem samostatného Kozelského knížectví, byl hrad rozšířen a sloužil jako knížecí rezidence a ubytování vojáků. Renesanční přestavba části hradu pochází z let 1558–1562. V urbáři z roku 1578 je uvedeno, že hrad byl obehnán dvěma příkopy. Nejstarší částí hradu, která se dochovala dodnes, jsou pozůstatky piastovské věže. V roce 1807 bylo předzámčí přestavěno pro vojenské účely a byla zde postavena lazaretní budova. Kolem roku 1915 byly uvnitř hradu postaveny nové budovy, které z velké části zahladily jeho původní půdorys. Zajímavostí je také to, že v prostoru areálu Hradu byly objeveny pazourkové artefakty z doby kamenné.

## Galerie

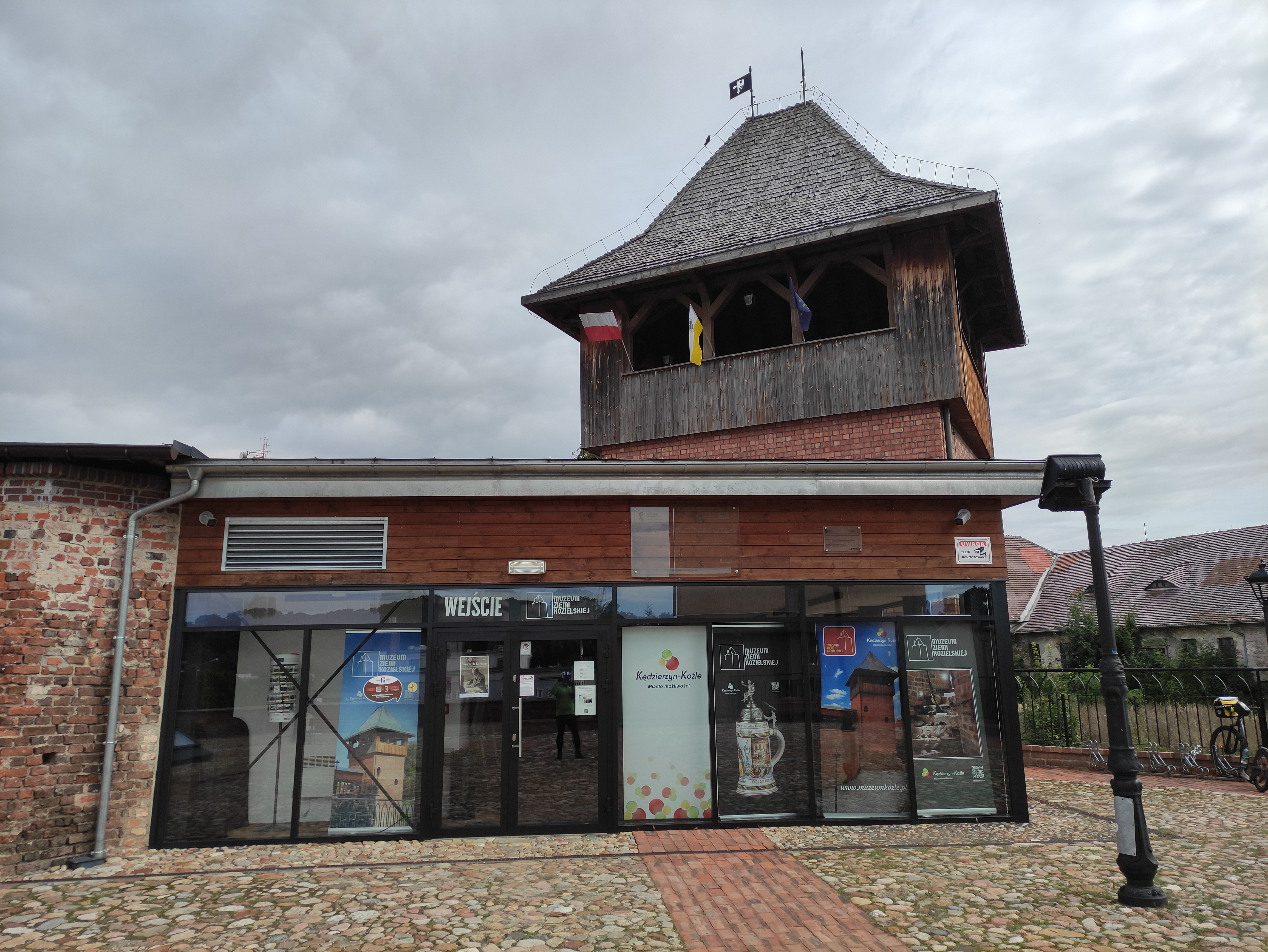
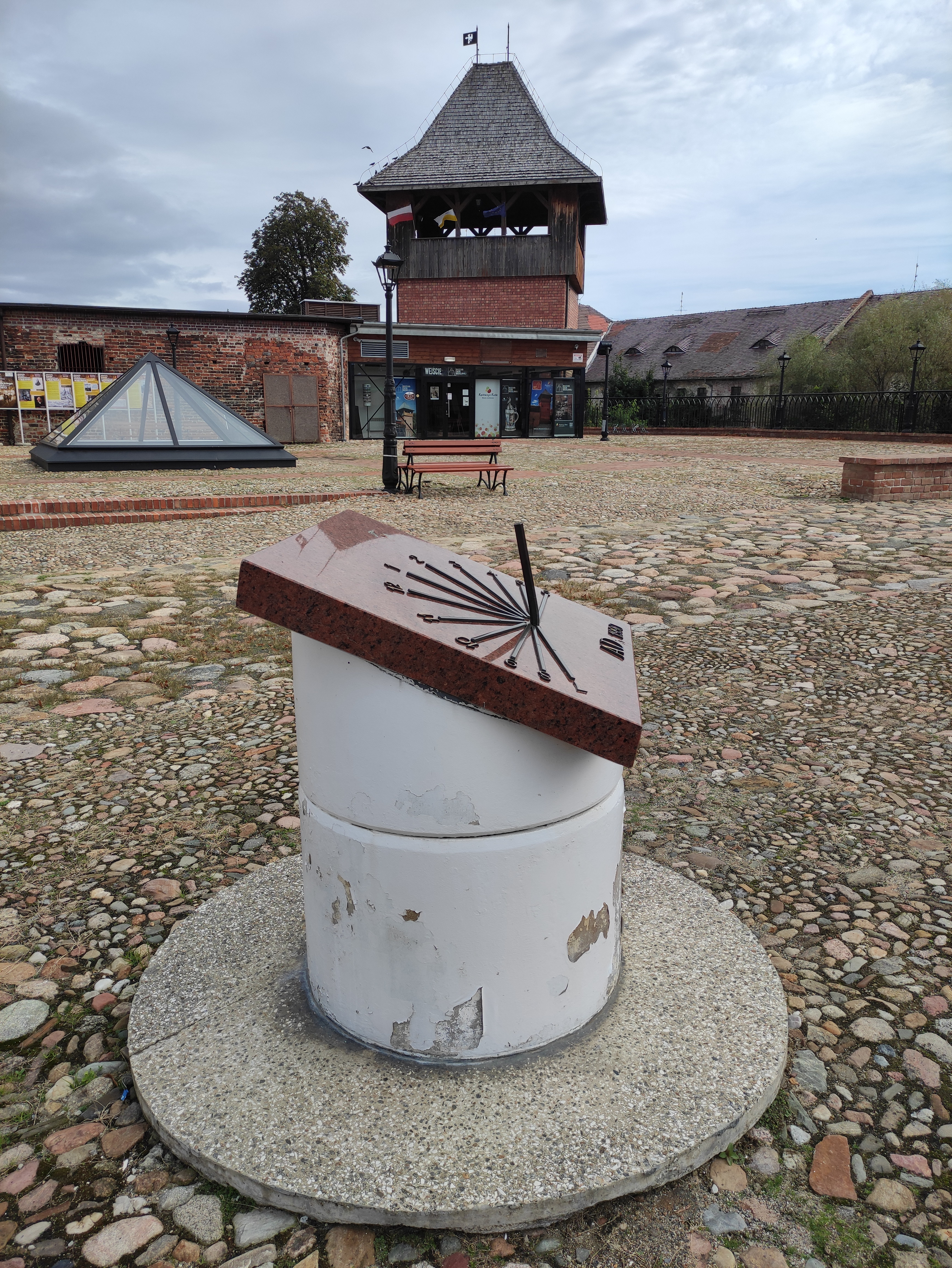
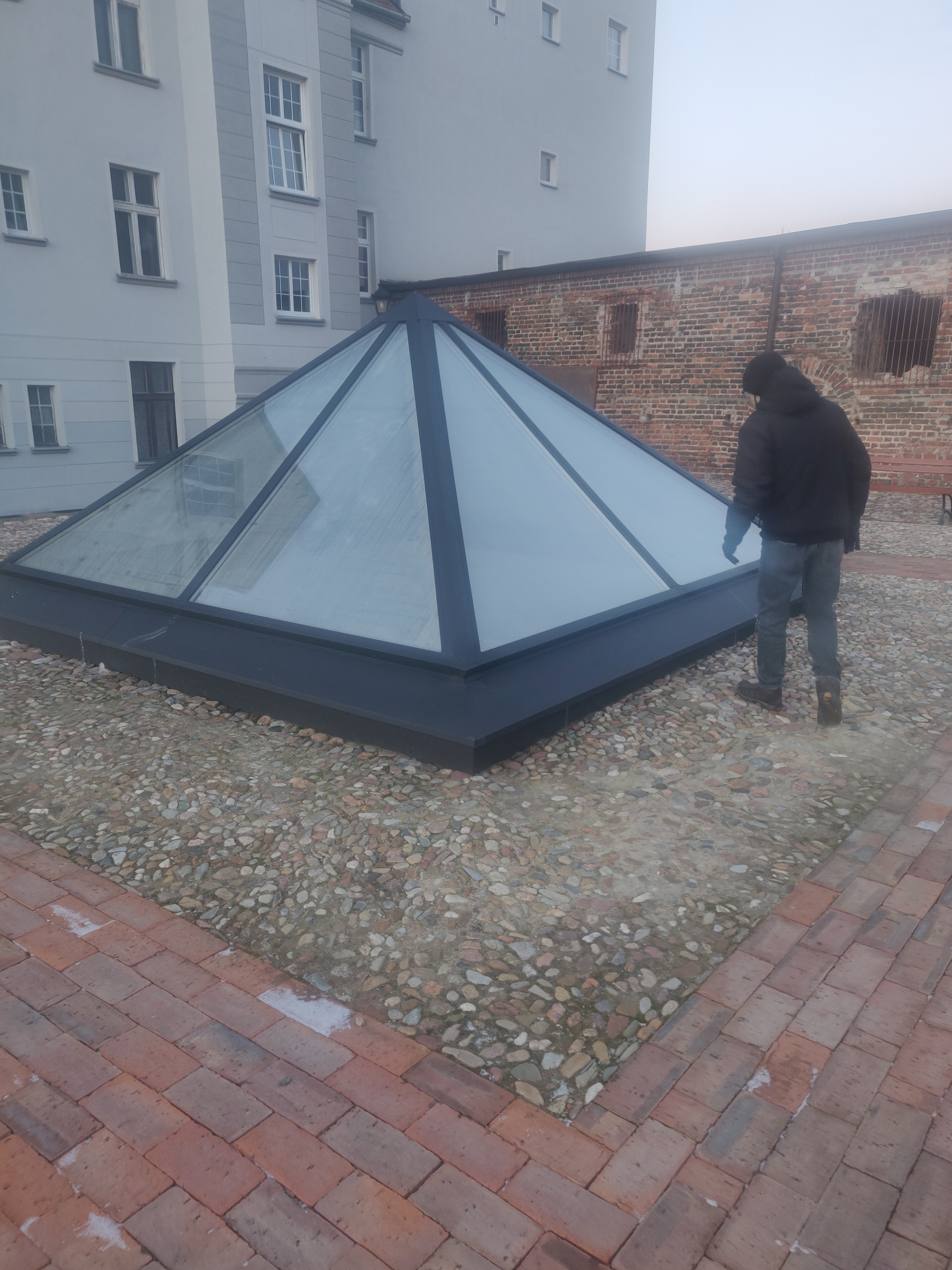